# Chaumont (Grand Est)
Chaumont è un comune francese di 23 926 abitanti, capoluogo del dipartimento dell'Alta Marna nella regione del Grand Est.
Vi sorge la Basilica di San Giovanni Battista (in francese: Basilique Saint-Jean-Baptiste de Chaumont),  una chiesa cattolica costruita in stile gotico.

## Società

### Evoluzione demografica
Abitanti censiti

## Amministrazione

### Gemellaggi
- Oostkamp, dal 2005
- Bad Nauheim, dal 1992
- Ivrea, dal 1983
- Ashton-under-Lyne, dal 1956
- San